# Кубок світу з біатлону 2011—2012 — етап 9
Дев'ятий етап  Кубка світу з біатлону 2011–12 проходить в Ханти-Мансійську, Росія, з 16 по 18 березня 2012.

## Гонки
Розклад гонок наведено нижче
| Дата       | Час       | Гонка                             |
| ---------- | --------- | --------------------------------- |
| 16 березня | 11:00 CET | Чоловіки, спринт 10 км            |
| 16 березня | 13:30 CET | Жінки, спринт 7,5 км              |
| 17 березня | 11:30 CET | Чоловіки, переслідування, 12,5 км |
| 17 березня | 13:45 CET | Жінки, переслідування, 10 км      |
| 18 грудня  | 10:30 CET | Чоловіки, мас-старт 15 км         |
| 18 грудня  | 12:45 CET | Жінки, мас-старт 12,5 км          |

## Чоловіки

### Призери
| Гонка:                                                                          | Золото:                       | Час               | Срібло:                | Час               | Бронза:                       | Час               |
| Спринт 10 км Протокол [Архівовано 10 вересня 2012 у WebCite]                    | Мартен Фуркад Франція         | 26:40.2 (0+0)     | Арнд Пайффер Німеччина | 26:45.5 (0+1)     | Фредрик Ліндстрем Швеція      | 26:46.9 (0+0)     |
| Переслідування 12,5 км Протокол [Архівовано 20 березня 2012 у Wayback Machine.] | Мартен Фуркад Франція         | 34:47.1 (0+0+1+0) | Арнд Пайффер Німеччина | 35:06.7 (0+0+0+1) | Еміль Хегле Свендсен Норвегія | 35:21.8 (1+1+0+0) |
| Мас-старт 15 км Протокол [Архівовано 10 вересня 2012 у WebCite]                 | Еміль Хегле Свендсен Норвегія | 43:15.7 (0+1+0+1) | Арнд Пайффер Німеччина | 43:39.2 (1+1+1+1) | Антон Шипулін Росія           | 43:47.5 (0+0+2+0) |

## Жінки

### Призери
| Гонка:                                                                         | Золото:                    | Час               | Срібло:                    | Час               | Бронза:                    | Час               |
| Спринт, 7,5 км Протокол [Архівовано 20 березня 2012 у Wayback Machine.]        | Магдалена Нойнер Німеччина | 22:11.5 (1+1)     | Віта Семеренко Україна     | 22:14.7 (0+0)     | Дарія Домрачова Білорусь   | 22:27.7 (0+1)     |
| Переслідування, 10 км Протокол [Архівовано 20 березня 2012 у Wayback Machine.] | Дарія Домрачова Білорусь   | 32:44.5 (0+1+1+0) | Кайса Мякяряйнен Фінляндія | 33:09.3 (1+1+0+0) | Віта Семеренко Україна     | 33:16.6 (0+0+1+1) |
| Мас-старт 12 км Протокол [Архівовано 10 вересня 2012 у WebCite]                | Дарія Домрачова Білорусь   | 39:01.4 (1+0+0+2) | Тура Бергер Норвегія       | 39:11.4 (0+0+0+1) | Кайса Мякяряйнен Фінляндія | 39:34.0 (2+0+1+1) |

## Досягнення
Найкращий виступ за кар'єру
|  |  |

Перша гонка в Кубку світу
|  |  |